# Tri paralelne rijeke
Tri paralelne rijeke (kineski: 武陵源, pinyin: Wǔlíng Yuán) je naziv za područje gornjih slivova triju rijeka u kineskoj jugozapadoj pokrajini Yunnan, Yangtze (Jinsha), Mekong (Lancang) i Salween (Nujiang), koje u ovom dijelu planine Hengduan teku paralelno prema jugu. Sve tri rijeke teku kroz strme klance koji su na nekim mjestima duboki i do 3000 metara, a ograđeni su ledenjačkim vrhovima do 6.000 m visine. 
Unutar granica nacionalnog parka Tri paralelne rijeke nalazi se 15 zaštićenih područja u osam geografskih skupina:
- Tri odvojena područja rezervata prirode Gaoligongshan
- Prirodni rezervat Haba Xueshan
- Nacionalni park Pudaco (županija Shangri-La):
  - Prirodni rezervat jezera Bita* Slikovito područje Hongshan
  - Slikovito područje Qianhushan ("Planina tisuću jezera")
- Prirodni rezervat Yunling
- Slikovito područje Gongshan
- Područja u županiji Fugong:
  - Planina kamenog mjeseca (Yueliangshan) - slikovito područje
  - Slikovito područje Laowoshan
- Slikovito područje Pianma
- Planinski rezervat Baima-Meili Xue Shan s najvišim vrhom od 6.740 m
- Slikovito područje jezera Julong
- Slikovito područje Laojunshan

Ova područja su epicentar kineske bioraznolikosti, i jedno od najbogatijih područja umjerene klime po bioraznolikosti na svijetu. Zbog toga su zaštićena područja Tri paralelne rijeke Yunnana upisana na UNESCO-ov popis mjesta svjetske baštine u Aziji i Oceaniji 2003. godine.

## Zemljopisne odlike
Područje tri paralelne rijeke se proteže 310 km od sjevera prema jugu, i oko 180 km od istoka prema zapadu (1,7 milijuna hektara). Planine u ovom području su u prosjeku visoke oko 4,000 metara i čine dio gorja Hengduan koje se na zapadu veže na istočni kraj Himalaja. Tu dominiraju velike naslage orogenskog pojasa, što daje naslutiti velika kretanja zemljine kore u prošlosti. Naime, uzdizanjem ruba Euroazijske ploče zbog sabijanja Indijske ploče ispod nje, čime su nastale visoke naborane planine kroz koje su nastavile teći već postojeće rijeke, usjecajući visoke klance. Što se može pratiti u toku rijeke Lancang koja teče kroz sam tektonski rasjed.

## Bioraznolikost
Ovo područje je i izvanredan primjer alpskog krajolika i njegove evolucije. Istočne planine, visoravni i doline su prekrivene livadama, slapovima i potocima sa stotinama ledenjačkih jezera. Ono je također i jedno od posljednjih nedirnutih ekoloških sustava umjerenog pojasa na svijetu i središte kineskih endemskih vrsta, kao i bogati prirodni genetski bazen. Zbog velikih visinskih razlika i smještaja na klimatskom koridoru između sjevera i juga (u kojemu se izmijenjuje sedam klimatskih zona: južna, središnja i sjeverna suptropska s vrućim i suhim dolinama, topla, svježa i hladna umjerena, te hladna zona) ovo područje je dom najvećem broju vrsta viših biljaka u Kini. Kako je bio skloništem tijekom posljednjeg ledenog doba, na sjecištu triju bogeografskih zona, Istočne Azije, Južne Azije i Tibetanske visoravni, u parku živi 6,000 vrsta biljaka u 22 roda.
Fauna je također kompleksan mozaik paleoarktičkih, orijentalnih i lokalnih endemskih vrsta koje su se prilagodile svim vrstama klima, od kontinentalnih, južnih suptropskih do ledenih, tj. svima osim pustinjskim, iako postoje i suhe vruće doline. Tu se susreću životinje iz tri azijske biogeografske zone (Tibet, istočna i južna Azija) koje čine oko 25% od svih životinjskih vrsta na svijetu, od kojih su mnoge ugrožene ili relikti. Relikti su primitivne životinje koje su ostaci ekološke prošlosti, koje ovdje obitavaju uz neke vrste koje su se tek nedavno prilagodile hladnijim uvjetima života.
- Nacionalni park Haba Xueshan
- Yangtze u klancu tigrova skoka (Haba Xueshan)
- Most u klancu tigrova skoka
- Nacionalni park Pudaco
- Tibetanski hram iznad jezera Julong